# Chris George (basebollspelare)
Christopher Coleman "Chris" George, född den 16 september 1979 i Houston i Texas, är en amerikansk före detta professionell basebollspelare som spelade fyra säsonger i Major League Baseball (MLB) 2001–2004. George var vänsterhänt pitcher.
George spelade enbart för Kansas City Royals under sin MLB-karriär. Totalt spelade han 47 matcher och var 14–20 (14 vinster och 20 förluster) med en earned run average (ERA) på 6,48 och 99 strikeouts.
I Minor League Baseball spelade George 339 matcher mellan åren 1998 och 2012. Där var han 85–87 med en ERA på 4,70 och 1 103 strikeouts.
George tog guld för USA vid olympiska sommarspelen 2000 i Sydney.